# Magnassini
Magnassini este un oraș în Comore, în  insula autonomă Anjouan. În 2012 avea o populație de 5028, iar la recensământul din 1991 avea 2628 locuitori.